# Pelindung Hewan
Pelindung Hewan is een bestuurslaag in het regentschap Kota Bandung van de provincie West-Java, Indonesië. Pelindung Hewan telt 18.575 inwoners (volkstelling 2010).